# Simulação da ONU

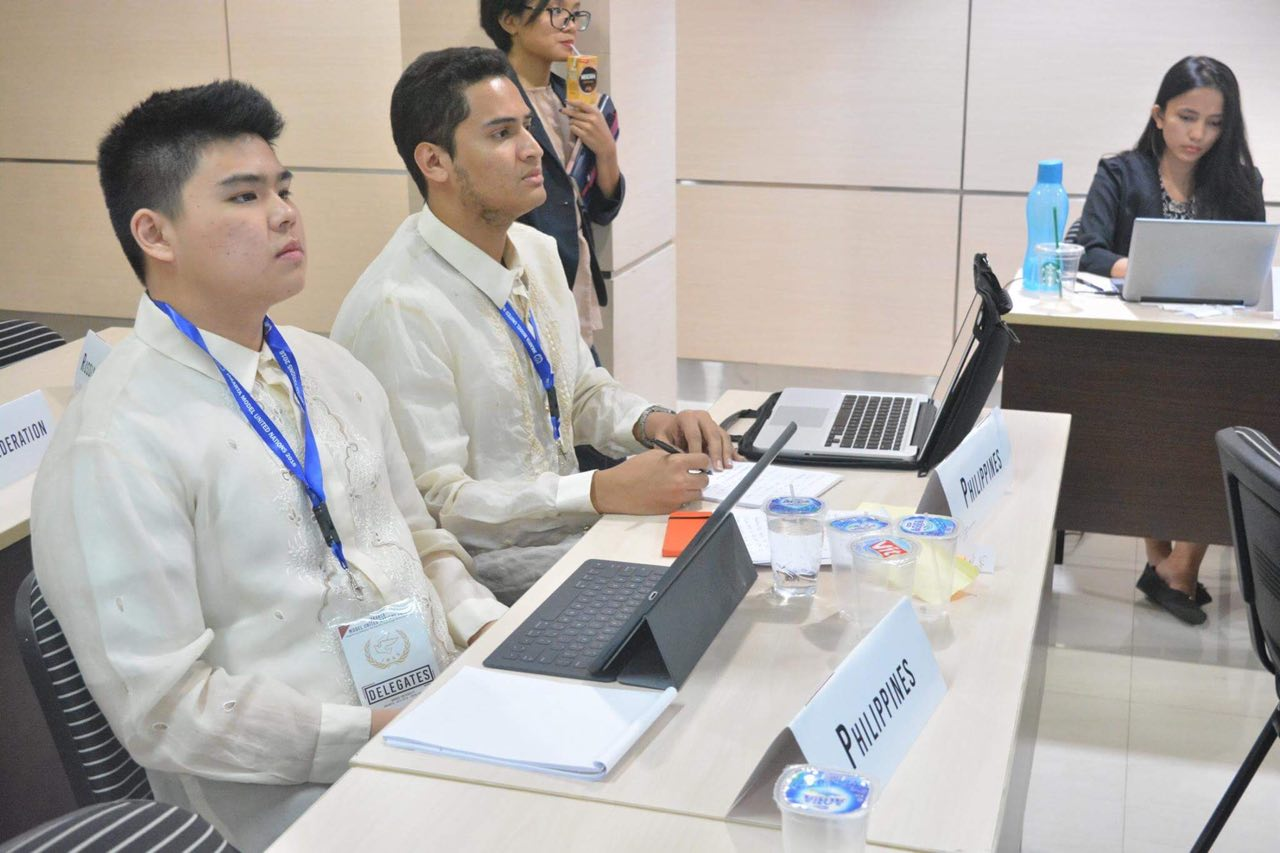
Delegados em sessão na Jakarta MUN (JMUN), em Jacarta, Indonésia

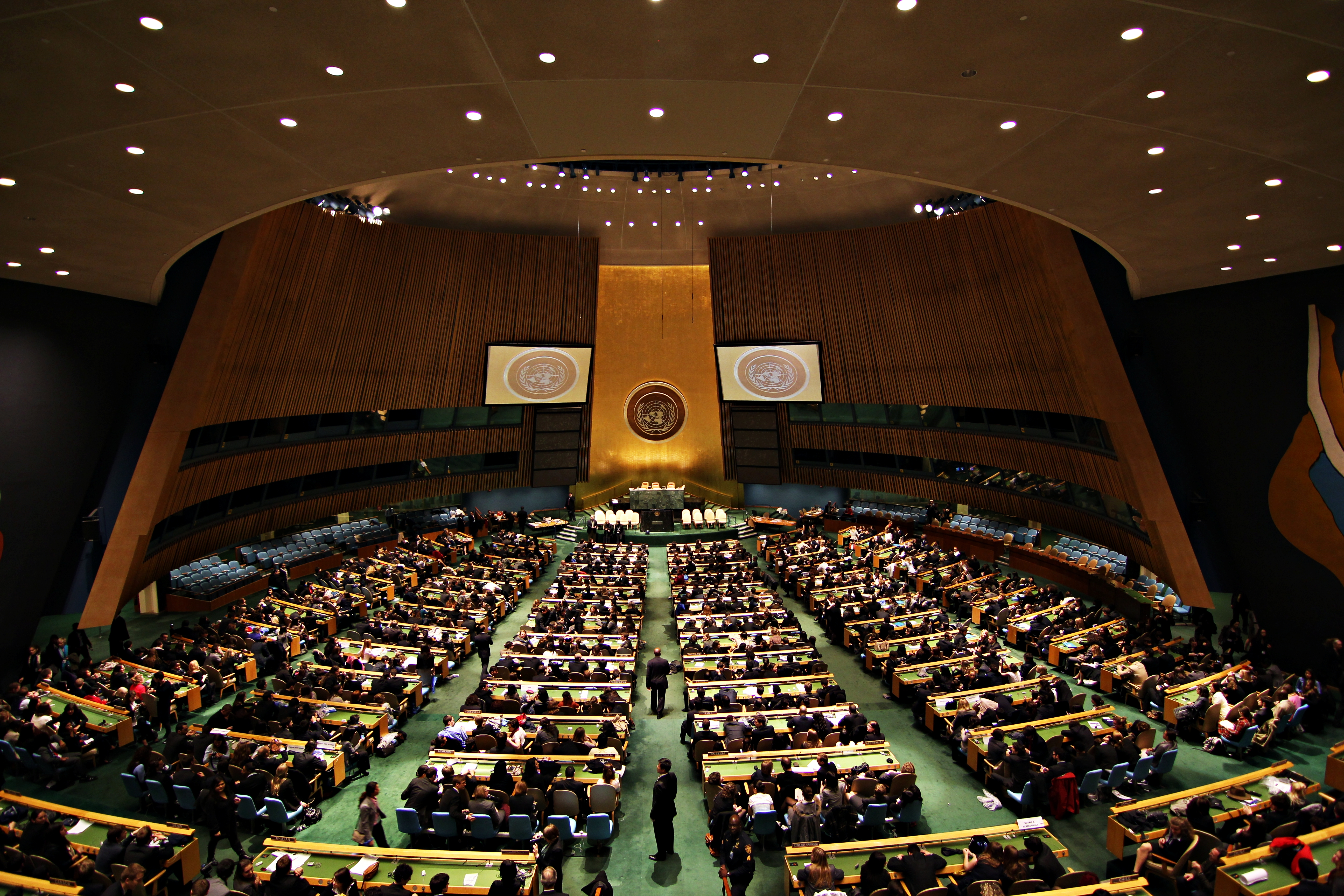
Assembleia Geral das Nações Unidas em Nova Iorque

As simulações da ONU (também conhecidas como MUNs, do inglês Model United Nations, modelos de organizações internacionais, modelos diplomáticos ou, simplesmente, simulações) são eventos acadêmicos direcionados a alunos do ensino fundamental, ensino médio e ensino superior de simulação de organismos das Organização das Nações Unidas (ONU), organizações internacionais (como OEA, União Africana e Parlamento Europeu), dos estabelecimentos jurídicos (como tribunais internacionais e nacionais), gabinetes de guerras ou entidades nacionais como Supremo Tribunal Federal e Câmara dos Deputados do Brasil, onde os participantes atuam como diplomatas, juízes, deputados, jornalistas, etc., tendo como objetivo o debate e a solução da problemática proposta a cada comitê, espelhando as reais posições políticas dos países, ONGs, partidos e personalidades designadas a eles.
Conferências deste tipo ocorrem em diversos lugares, estimando-se que mais de 400 mil estudantes ao redor do mundo participem dessas atividades anualmente. As simulações são uma alternativa para o aprendizado tradicional, unindo a prática com a teoria das relações internacionais (ou política internacional), ensinando práticas parlamentares, oratória, debate e escrita, assim como pensamento crítico, liderança, capacidade de ouvir e ser ouvido e cooperação, dando espaço para a compreensão de situações complexas e estimulando o respeito e a empatia em relação a outros povos.
Pessoas notáveis já participaram destes eventos durante sua vida acadêmica, como o ator estadunidense Samuel L. Jackson, a filha do ex-presidente Bill Clinton, Chelsea Clinton e o ex-Secretário-geral das Nações Unidas, Ban Ki-moon.

## História

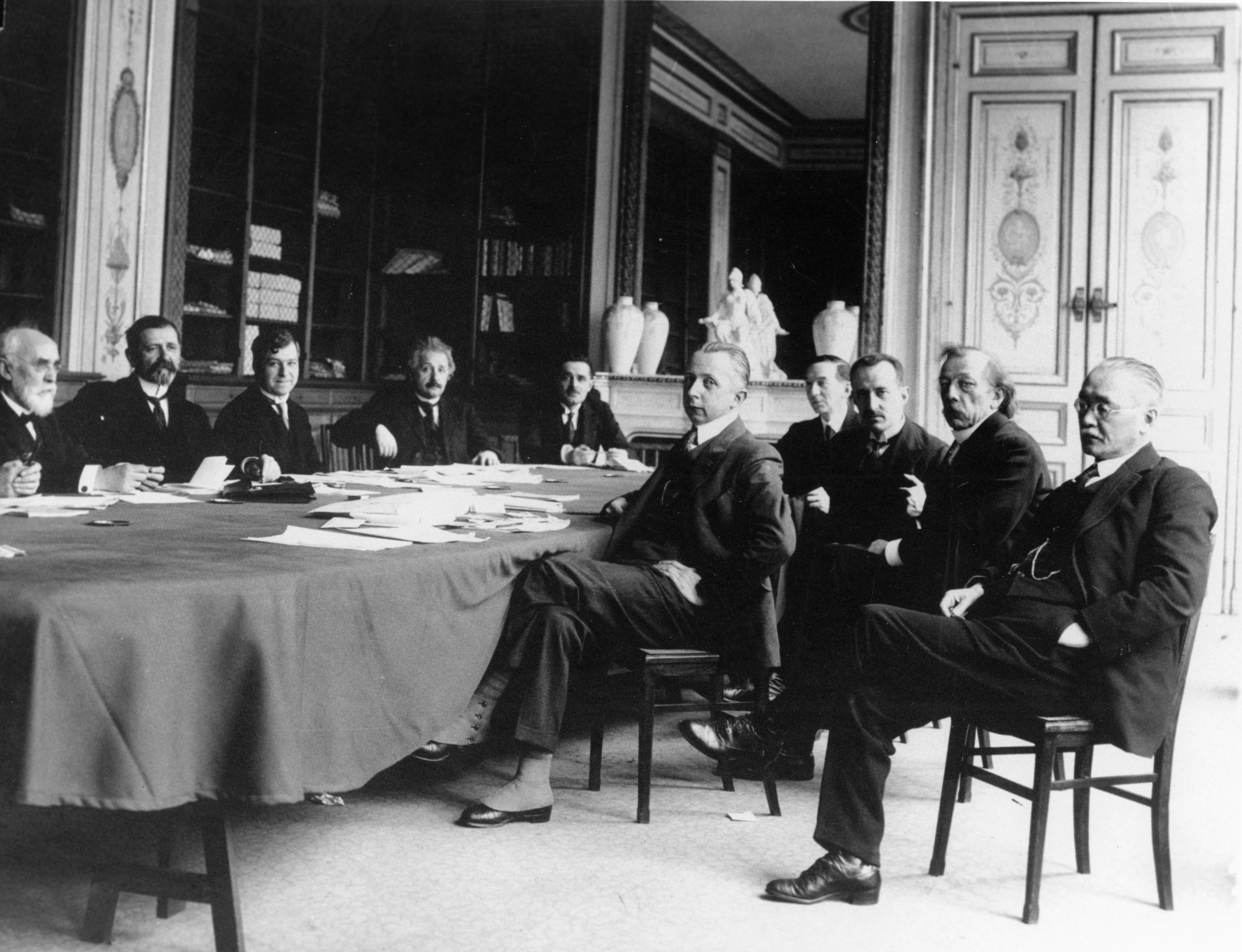
Comissão da Sociedade das Nações

As simulações começaram antes mesmo da própria ONU, como simulações da extinta Sociedade das Nações, na década de 1920. As duas primeiras que se tem registro são a Oxford International Assembly, que ocorreu em 13 de novembro de 1921 e a Havard International Assembly, em 10 de janeiro de 1923, onde foi discutida o status da Ilha de Rodes e o tráfico internacional de ópio com 15 nações sendo representadas. Após a Segunda Guerra Mundial, as simulações da Sociedade das Nações se transformaram nas simulações das Nações Unidas, com a primeira conferência no modelo das Nações Unidas acontecendo no Swarthmore College em abril de 1947.
As conferências mais antigas que continuam em atividade hoje são: Model United Nations of the Far West (MUNFW), instituída em 1951 e Harvard National Model United Nations (HNMUN), de 1954, em nível universitário e a Berkeley Model United Nations (BMUN), de 1952 e Harvard Model United Nations (HMUN), de 1953, em nível secundário.
No Brasil, o conceito foi trazido por professores e estudantes de relações internacionais da Universidade de Brasília em 1997, com a criação do Clube de Simulações de Organismos Internacionais (CSOI) e, em 1998, aconteceu a primeira conferência do gênero na América Latina, o Americas Model United Nations (AMUN) em Brasília.
Durante o desenvolvimento das conferências de Modelo das Nações Unidas (Model United Nations, ou MUN), especialmente ao longo do século XX, consolidou-se um sistema de regras parlamentares amplamente inspirado no funcionamento de congressos e parlamentos nacionais. Essas regras, oriundas em grande parte de tradições legislativas foram adotadas por conveniência, estruturando os debates em moldes mais familiares para organizadores e participantes.
Esse modelo parlamentar se difundiu rapidamente entre os circuitos de MUN ao redor do mundo, especialmente em ambientes educacionais. Com o tempo, termos como “debate não moderado”, “moção para suspender a sessão”, “questão de ordem” ou “questão de privilégio pessoal” tornaram-se parte do vocabulário comum entre os jovens envolvidos nessas simulações, mesmo que essas expressões e procedimentos não tenham correspondência direta com o funcionamento real das Nações Unidas.
Na prática diplomática, as Nações Unidas não operam por meio de regras parlamentares voltadas à aprovação de projetos de lei com força mandatória. Ao contrário de parlamentos, que buscam a votação majoritária para impor decisões legislativas, a ONU privilegia processos baseados em consenso, visando garantir legitimidade e implementação prática das resoluções, que são de caráter recomendatório.
A partir de 2015, um esforço significativo de aproximação entre os Modelos da ONU e os procedimentos reais adotados nas Nações Unidas foi liderado pela World Federation of United Nations Associations (WFUNA), através da realização da conferência WFUNA International Model United Nations (WIMUN), sediada em Nova Iorque. Foi nessa ocasião que surgiu o chamado WIMUN Approach — inicialmente conhecido como UN4MUN —, um sistema de regras desenvolvido com o apoio do Departamento de Comunicação Global da ONU para refletir com fidelidade os processos e práticas diplomáticas da Organização. Esse modelo prioriza a construção de consenso, o papel dos blocos regionais e as nuances da negociação multilateral, buscando oferecer uma experiência educacional mais próxima da realidade das Nações Unidas.
Apesar do crescimento e da influência do WIMUN Approach, o modelo parlamentar tradicional ainda é o mais amplamente utilizado no circuito global de MUNs, principalmente por sua familiaridade, simplicidade organizacional e legado histórico dentro do movimento estudantil internacional.

## Conceito
Uma simulação de organizações internacionais busca ter respaldo académico, sendo considerada como um laboratório de aprendizado, especialmente relacionando-se com áreas como a diplomacia, ciência política, política internacional e o direito. Assim como os laboratórios das ciências exatas permitem aos estudantes presenciar, praticar, e experimentar as teorias e ideias, os modelos de organizações internacionais fazem o mesmo com as ciências sociais.
Seus participantes são convidados a lidar com resolução de conflitos e negociação por meios diplomáticos, exercendo a oratória e dinâmicas de grupo, entendendo o funcionamento das organizações internacionais as dinâmicas política internacional. É também uma oportunidade de estabelecer redes de contatos com outros participantes de outras localidades ou países e de formações acadêmicas variadas. Em sua maioria, os organizadores são oriundos dos cursos de relações internacionais e direito, embora também participem estudantes de economia, sociologia, jornalismo e de outras formações universitárias das mais variadas.
A maior parte destas simulações representam o funcionamento das Nações Unidas e seus organismos, como o Conselho de Segurança, a Assembleia Geral, Organização Mundial da Saúde e qualquer de suas seis comissões, mas há um espaço para a representação de outras organizações internacionais, como a Organização dos Estados Americanos, União Africana, Cooperação Econômica Ásia-Pacífico, Liga Árabe ou mesmo para organizações não-governamentais ou entidades nacionais como o Parlamento do Reino Unido, Supremo Tribunal Federal.
No entanto, também existem modelos específicos para outras organizações, como o Model Organization of American States (MOAS), que é realizado anualmente em sistema trilíngue (inglês, francês e espanhol) em local rotativo, com o apoio oficial por resolução da própria OEA.

## Funcionamento

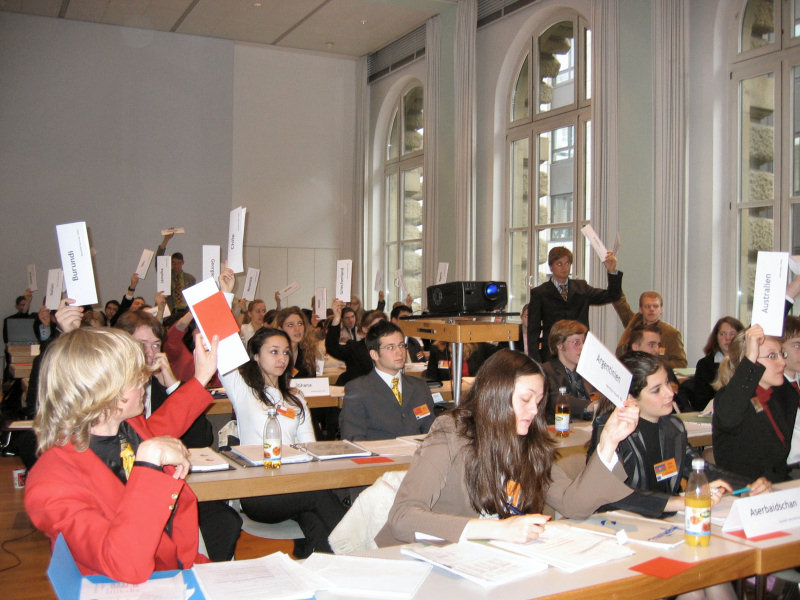
Votação plenária no ECOSOC do Model United Nations Baden-Württemberg. 2004, Stuttgart, Alemanha

Os estudantes se organizam e executam as conferências exercendo variados papéis, desde Secretário-geral, a diretores de comitês, assistentes, delegados (que atuam como embaixadores nas organizações internacionais), juízes, deputados e jornalistas.

### Planejamento
Como em qualquer tipo de evento, o primeiro passo é o planejamento. Os estudantes organizadores irão debater quais serão os possíveis comitês de uma ou mais organizações a serem representados, e com isso escolher os temas a serem discorridos durante o modelo.
Os comitês são as arenas de debates, representando como exemplo o Conselho de Segurança, o Conselho de Tutela, o Alto Comissariado das Nações Unidas para os Refugiados, a FAO, entre outros possíveis.
Os temas discutidos geralmente são aqueles abordados nas agendas oficiais dos fóruns internacionais sendo simulados. Como exemplos, podemos citar a questão palestina e o massacre de Darfur no Conselho de Segurança. Assim, os organizadores têm a possibilidade de aprofundar o assunto para posteriormente criar um manual a ser distribuído a todos os futuros participantes.
O segundo passo é buscar apoio institucional, desde universidades até empresas privadas. Com isso, é possível realizar convites à profissionais conceituados de áreas afins, como diplomatas e professores, para realizarem palestras no dia da abertura ou encerramento do modelo.
Com o apoio institucional encaminhado, se necessário, procura-se locais para materializar a realização do evento, e posteriormente dá-se início a divulgação para a inscrição de novos participantes nos meios acadêmicos.
Para discutir os temas abordados em cada comitê, os participantes inscritos precisam fazer uma pesquisa com relação ao posicionamento oficial dos países representados, possibilitando escrever os princípios de política externa a serem apresentados ao início das atividades. Além disto, a pesquisa precisa apreender a política interna, forma de governo e especificidades culturais, criando assim maior realismo na argumentação e justificativas do posicionamento das delegações.

### Prática
Os cargos de Secretário Geral, diretores de comitês e assistentes geralmente são ocupados pelos organizadores do evento, e os demais participantes que se inscrevem, atuam como delegados de países.
Geralmente o Secretariado é dividido em "Administrativo" e "Acadêmico", sendo este responsável pela análise de projetos de comitês, recrutamento de diretores e pelo bom andamento das discussões durante as sessões dentro dos comitês; e aquele responsável por toda a parte administrativa do modelo, o que inclui patrocínios, a disponibilidade do lugar onde será realizado o evento, suporte "material" para os comitês (como cópias de documentos, água, etc).
Um bom Secretariado trabalha de forma integrada, garantindo o bom andamento e o sucesso do evento.

#### Assembleia Geral
Em alguns dos Modelos das Nações Unidas realiza-se a Assembleia Geral. Tanto no primeiro como último dia do encontro. É neste momento que a palestra de convidados é realizada. No último dia, os resultados obtidos em cada comitê é apresentado a todos. 	

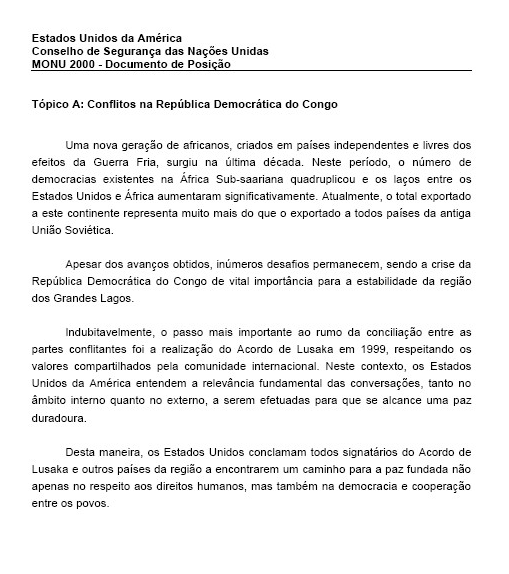
Exemplo de documento de posição de delegação para um modelo de organização internacional

#### Delegações e comitês
As delegações criadas são habilitadas para exprimir as opiniões nos debates de países que estejam participando dos comitês reais das organizações internacionais do modelo em questão, podendo variar de tamanho, pois nem todos os países participam de todos os comitês. O Conselho de Segurança da ONU, por exemplo, possui quinze membros, sendo cinco permanentes, e os demais rotativos. Países grandes tendem a estar presentes nos debates a maioria das questões e, portanto, necessitam de delegações maiores. No modelo, alguns países dispõem de representação única, também chamada de delegação individual. 	
O posicionamento de cada país é entregue à mesa diretora dos comitês, e então escolhe-se qual será o primeiro tema a ser abordado. Neste momento, para defender seus objetivos os delegados formulam discursos, muitas vezes de improviso, sempre de acordo com os procedimentos parlamentares. Para isso, é necessária a prática do diálogo, da tomada de decisões em conjunto e o pensamento estratégico. A defesa de ideais diferentes em questões de política e externa, além da adoção de outras normas culturais para a argumentação, se transforma em uma oportunidade de compreender a visão de mundo do outro. 	
Ao final, os delegados se juntam para produzir uma resolução que atenda os padrões das Nações Unidas ou da organização em questão. Com a resolução acabada, ela é levada à votação no plenário competente, podendo ser aprovada ou não. Algumas vezes a resolução é aprovada no primeiro dia, mas muitas vezes o debate termina apenas no começo do segundo dia do encontro.

#### Imprensa
Na maioria das simulações, sejam elas na modalidade on-line ou presencial, existe um comitê de imprensa (às vezes também chamado de agência de comunicação). Os participantes desse comitê, bem como seus diretores, são responsáveis pela cobertura do evento. Isto é, redigir matérias sobre as cerimônias de abertura, encerramento, debates, resoluções, propostas e/ou crises. 
Ou seja, não somente são interpretados papéis de representantes diplomáticos dentro da simulação, como também podem existir jornalistas, fotógrafos, gestores de mídias, dentre outras demais funções que a imprensa pode contribuir para o andamento e imersão completa na conferência.

## Simulações no Brasil

### Simulações abertas
| Nome | Abreviação            | Nível                                     | Região            | Cidade                                                        | Observações |  |
| --- | --------------------- | ----------------------------------------- | ----------------- | ------------------------------------------------------------- | --- |  |
| Americas Model United Nations | AMUN                  | Superior                                  | Centro-Oeste      | Brasília, Distrito Federal                                    | Primeira conferência a ser criada na América Latina |  |
| DiploMUN Online | DiploMUN              | Fundamental, Médio e Superior             | Nordeste (Online) | Salvador, Bahia (Online)                                      | Realizada pelo Instituto Diplomun, a DiploMUN é a maior simulação da ONU da América Latina. O evento acontece anualmente e seus detalhes são disponibilizados no Instagram oficial da instituição (@institutodiplomun). |  |
| Goiás Model United Nations | GOMUN                 | Superior                                  | Centro-Oeste      | Goiânia, Goiás                                                | É um Modelo United Nations organizado pelo projeto de extensão Centro de Pesquisa e Simulação Olga Benario, de iniciativa de estudantes do curso de Relações Internacionais da Universidade Federal de Goiás. O evento ocorre anualmente em Goiânia, porém, devido à pandemia, adaptou-se a modalidade remota. |  |
| RECÔNCAVO BAIANO MODEL UNITED NATIONS                                                                                                   | RECÔNCAVOMUN          | FUNDAMENTAL II, MÉDIO, TÉCNICO E SUPERIOR | Recôncavo Baiano  | Santo Antonio de Jesus, Conceição do Almeida e Varzedo, Bahia | A RecôncavoMUN é uma organização criada por estudantes e egressos da rede publica estadual e municipal do Território de identidade do Recôncavo Baiano. O evento acontecerá pela 1ª vez em 2023 e será a maior simulação da ONU totalmente gratuita. |  |
| Belas Artes Model United Nations | BAMUN                 | Médio e Superior                          | Sudeste           | São Paulo, São Paulo                                          | |  |
| ONUSEB Brasília | ONUSEB                | Fundamental e Médio                       | Centro-Oeste      | Brasília, Distrito Federal                                    | Aberta desde 2018 |  |
| Modelo das Nações Unidas do Colégio Militar de Curitiba                                                                                 | MundoCMC              | Médio e Superior                          | Sul               | Curitiba, Paraná                                              | |  |
| Modelo Intercolegial da Organização das Nações Unidas                                                                                   | MINIONU               | Médio                                     | Sudeste           | Belo Horizonte e Poços de Caldas, Minas Gerais                | |  |
| Modelo das Nações Unidas da Escola SESI Djalma Pessoa                                                                                   | MUNdo SESI Piatã      | Fundamental, Médio e Superior             | Nordeste          | Salvador, Bahia                                               | Criada em 2017, a MUNdo SESI Piatã, anteriormente chamada apenas de MUNdo SESI, foi a primeira simulação da ONU da Rede SESI na Bahia, tornando-se uma das mais prestigiadas de Salvador. Tendo ficado em recesso durante 4 anos (2020 - 2023) devido a pandemia, a simulação retornou em 2024, em sua quarta edição. Informações sobre o evento são divulgadas no Instagram (@sesi.cri). |  |
| Simulação das Nações Unidas para Secundaristas                                                                                          | SiNUS                 | Médio                                     | Centro-Oeste      | Brasília, Distrito Federal                                    | Criado em 2002. Um dos maiores eventos de simulação do Brasil. Primeiro MUN de Universidade Pública para secundaristas. |  |
| Integral Model United Nations | Integral MUN          | Fundamental, Médio e Superior             | Nordeste          | Salvador, Bahia                                               | Modelo de simulação da ONU desenvolvido pelo Colégio Integral desde 2015. A mais renomada simulação do Norte-Nordeste. Delegação premiada 5 vezes consecutivas na Harvard MUN. Informações do evento são disponibilizadas no instagram (@integralmun) e no site integralmun.com. |  |
| ÁBACOONU | ÁBACOONU              | Médio                                     | Sudeste           | São Bernardo do Campo, São Paulo                              | Primeira simulação de organismos internacionais realizada no ABC Paulista. |  |
| United Nations Instituto Federal | UNIF                  | Médio e Superior                          | Sudeste           | Ouro Branco, Minas Gerais                                     | |  |
| CM-MUNDI | CM-MUNDI              | Médio                                     | Sudeste           | Belo Horizonte, Minas Gerais                                  | |  |
| IBMR Model United Nations | IBMR MUN              | Médio e Superior                          | Sudeste           | Rio de Janeiro, Rio de Janeiro                                | |  |
| Simulação de Relações Internacionais da Universidade Federal Rural do Rio de Janeiro                                                    | SIUR                  | Médio e Superior                          | Sudeste           | Seropédica, Rio de Janeiro                                    | |  |
| United Nations Model of São Paulo | UNSP                  | Superior                                  | Sudeste           | Franca, São Paulo                                             | Primeiro modelo de simulação em nível universitário do estado de São Paulo |  |
| UFRGS Model United Nations | UFRGSMUN              | Superior                                  | Sul               | Porto Alegre, Rio Grande do Sul                               | Entre as primeiras conferências da região sul. |  |
| TEMAS - Simulações Temáticas | TEMAS                 | Superior                                  | Sudeste           | Belo Horizonte, Minas Gerais                                  | Todo ano possui uma temática central a qual todos os comitês estão relacionados |  |
| Simulação Inter Mundi | UNISIM                | Médio e Superior                          | Nordeste          | Natal, Rio Grande do Norte                                    | |  |
| Simulação de Relações Internacionais do Colégio Nacional                                                                                | SIMUNA                | Médio                                     | Sudeste           | Uberlândia, Minas Gerais                                      | |  |
| Simulação da Onu das Escolas Públicas                                                                                                   | SIMEP                 | Médio e Fundamental                       | Sudeste           | São José dos Campos, São Paulo                                | Realizado por escolas públicas |  |
| Diplomata Jr. | Diplomata Jr.         | Médio                                     | Sudeste           | Franca, São Paulo                                             | Realizado com alunos de escolas públicas |  |
| FACAMP Model United Nations | FAMUN                 | Médio e Superior                          | Sudeste           | Campinas, São Paulo                                           | |  |
| Farias Brito Model United Nations | FBMUN                 | Médio                                     | Nordeste          | Fortaleza, Ceará                                              | |  |
| Fórum FAAP de Discussão Estudantil | Fórum FAAP            | Médio                                     | Sudeste           | São Paulo, São Paulo                                          | |  |
| Fórum de Relações Internacionais Juvenil                                                                                                | FRINJ                 | Médio                                     | Sudeste           | Nova Iguaçu, Rio de Janeiro                                   | |  |
| GEO Fóruns | Fóruns                | Médio                                     | Sudeste           | Marília, São Paulo                                            | |  |
| Global Classrooms | Global Classrooms     | Médio                                     | Sudeste           | São Paulo, São Paulo                                          | Primeiro modelo brasileiro apenas para alunos de Ensino Médio de escolas públicas. |  |
| Modelo Diplomático da Escola Parque | MODEP                 | Fundamental, Médio e Superior             | Sudeste           | Rio de Janeiro, Rio de Janeiro                                | Ocorre anualmente na Escola Parque, Unidade Gávea. |  |
| Modelo Intercolegial de Relações Internacionais                                                                                         | MIRIN                 | Médio e Superior                          | Sudeste           | Rio de Janeiro, Rio de Janeiro                                | Modelo diplomático da PUC-Rio |  |
| Modelo Diplomático do CEFET/RJ Celso Suckow da Fonseca                                                                                  | MODOW                 | Médio                                     | Sudeste           | Rio de Janeiro, Rio de Janeiro                                | Primeiro modelo diplomático do Rio de Janeiro totalmente voltado a estudantes de escolas públicas |  |
| Modelo da Organização das Nações Unidas                                                                                                 | MONU                  | Superior                                  | Sudeste           | São Paulo, São Paulo                                          | Realizou sua última edição em 2007 na PUC-SP. É sucedido pelo Projeto Cenários. |  |
| Modelo da Organização das Nações Unidas para o Ensino Médio                                                                             | MONU-EM               | Médio                                     | Sudeste           | São Paulo, São Paulo                                          | Realizado desde 2001 pelo Colégio Bandeirantes, primeira escola brasileira de nível médio a implantar o Modelo da ONU como projeto co-corricular à grade formal dos alunos. Está presente nas escolas públicas com o nome "MONUEM ERESP". |  |
| Modelo da Organização das Nações Unidas para o Ensino Médio - Escritório de Representação do MRE em São Paulo                           | MONUEM ERESP          | Médio                                     | Sudeste           | São Paulo, São Paulo                                          | Modelo implantado em 2018 pelo Ministério das Relações Exteriores (ERESP) em escolas públicas municipais e estaduais em São Paulo. Segue a mesma estrutura do MONU-EM fornecida pelo Colégio Bandeirantes, e é administrado pelo ERESP em parceria com o Instituto Global Attitude. |  |
| MUNDI | MUNDI                 | Superior                                  | Nordeste          | João Pessoa, Paraíba                                          | |  |
| Núcleo de Simulação de Negociações Internacionais                                                                                       | NUCSI - UCB           | Superior                                  | Centro-Oeste      | Brasília, Distrito Federal                                    | |  |
| Nações Unidas Modelo do Estado de São Paulo                                                                                             | NUMESP                | Superior                                  | Sudeste           | Araras, São Paulo                                             | |  |
| ONU Jr. | ONU Jr.               | Médio e Superior                          | Sudeste           | Rio de Janeiro, Rio de Janeiro                                | Uma das primeiras simulações cariocas, retornou ao modelo presencial em 2022 e agora ocorre na Faculdade de Direito da Universidade Federal do Rio de Janeiro (FND) |  |
| SANTA MUNDI | SANTA MUNDI           | Médio                                     | Sudeste           | Belo Horizonte, Minas Gerais                                  | |  |
| Simulação Acadêmica de Organizações Internacionais                                                                                      | SAOI                  | Médio e Superior                          | Sudeste           | Sorocaba, São Paulo                                           | |  |
| Simulação Diplomática Intercolegial de Niterói                                                                                          | SiDIN                 | Médio                                     | Sudeste           | Niterói, Rio de Janeiro                                       | |  |
| SimEFG | SimEFG                | Médio e Superior                          | Sudeste           | Belo Horizonte, Minas Gerais                                  | |  |
| Simulação Intercolegial do Sagrado | SIS                   | Médio                                     | Sudeste           | Belo Horizonte, Minas Gerais                                  | Teve sua primeira edição interna em 2013 e primeira edição aberta em 2018. Ocorre no centenário Colégio Sagrado Coração de Jesus. |  |
| Simulação das Nações Unidas | SIMUN                 | Médio e Superior                          | Sudeste           | Rio de Janeiro, Rio de Janeiro                                | Última edição do modelo foi em 2016. |  |
| Simulado das Nações Unidas | SINU                  | Superior                                  | Nordeste          | Salvador, Bahia                                               | |  |
| São Paulo Model United Nations | SPMUN                 | Médio e Superior                          | Sudeste           | São Paulo, São Paulo                                          | |  |
| Modelo das Nações Unidas do Colégio Militar de Brasília                                                                                 | MundoCM               | Médio                                     | Centro-Oeste      | Brasília, Distrito Federal                                    | Estudantes de todo o Sistema Colégio Militar do Brasil podem participar |  |
| Simulação para o Ensino Médio | SiEM (São Paulo)      | Médio                                     | Sudeste           | São Paulo, São Paulo                                          | Primeira simulação para secundaristas exclusivamente com comitês históricos |  |
| Simulação da Organização das Nações Unidas                                                                                              | SiONU                 | Médio                                     | Sudeste           | Rio de Janeiro, Rio de Janeiro                                | |  |
| Simulação de Organizações Internacionais                                                                                                | SOI                   | Superior                                  | Nordeste          | Natal, Rio Grande do Norte                                    | Primeiro modelo do Norte-Nordeste |  |
| Simulação da Organização das Nações Unidas                                                                                              | SONU                  | Superior                                  | Nordeste          | Fortaleza, Ceará                                              | |  |
| Loyola MUN | LoyolaMUN             | Médio                                     | Sudeste           | Belo Horizonte, Minas Gerais                                  | |  |
| Modelo das Nações Unidas do Colégio Militar de Porto Alegre                                                                             | MundoCMPA             | Médio                                     | Sul               | Porto Alegre, Rio Grande do Sul                               | Primeiro Modelo das Nações Unidas voltado a estudantes do Ensino Médio do Rio Grande do Sul |  |
| SiEM | SiEM (Santa Catarina) | Médio                                     | Sul               | Florianópolis, Santa Catarina                                 | Primeiro Modelo das Nações Unidas voltado para estudantes do Ensino Médio de Santa Catarina |  |
| Modelo de Simulação de Organizações Internacionais do Laboratório de Relações Internacionais/Faculdade Anglo-Americano de Foz do Iguaçu | SIMULARI              | Superior                                  | Sul               | Foz do Iguaçu, Paraná                                         | |  |
| Colégio Magnum Agostiniano | SIMA                  | Médio                                     | Sudeste           | Belo Horizonte, Minas Gerais                                  | |  |
| Universidade Federal de Santa Catarina Model United Nations                                                                             | UFSCMUN               | Superior                                  | Sul               | Florianópolis, Santa Catarina                                 | Primeiro Modelo das Nações Unidas voltado para estudantes do Ensino Superior de Santa Catarina |  |
| Simulação de Justiça e Diplomacia | SIJUDI                | Superior                                  | Sudeste           | Rio de Janeiro, Rio de Janeiro                                | |  |
| Modelo de Comitês Simulados do CEFET-MG                                                                                                 | MOCS                  | Médio                                     | Sudeste           | Belo Horizonte, Minas Gerais                                  | |  |
| Beta Mundi | BetaMundi             | Nono ano e Médio                          | Sul               | Porto Alegre, Rio Grande do Sul                               | O Modelo das Nações Unidas do Colégio Leonardo da Vinci Beta ocorre anualmente desde 2018. |  |
| Modelo Diplomático Independente | MDI                   | Nono ano, Médio e Superior                | Sudeste           | Rio de Janeiro, Rio de Janeiro                                | O modelo ocorre anualmente na sede da Cultura Inglesa de Botafogo - Rio de Janeiro |  |
| BarMUN | BarMUN                | Médio e Superior                          | Sudeste           | Rio de Janeiro, Rio de Janeiro                                | Modelo oficial da Fundação Baixo Botafogo |  |
| Simulação Intercolegial de Relações Internacionais do Sagrado                                                                           | SIRIS                 | Nono Ano, Médio e Superior                | Sudeste           | Rio de Janeiro, Rio de Janeiro                                | Modelo Intercolegial organizado por alunos e antigos alunos do Colégio Sagrado Coração de Maria- RJ |  |
| Modelo Integrado do Colégio Cruzeiro | MICC                  | Nono Ano, Médio e Superior                | Sudeste           | Rio de Janeiro, Rio de Janeiro                                | Ocorre anualmente no Colégio Cruzeiro, Unidade Centro. |  |
| Modelo Interno Beneditino | MIB                   | Nono Ano, Médio e Superior                | Sudeste           | Rio de Janeiro, Rio de Janeiro                                | Apesar do nome, é o modelo aberto que ocorre anualmente no Colégio de São Bento, no Centro. Mulheres são permitidas a participar. |  |
| Colégio Estadual André Maurois na Alta Política                                                                                         | CEAMAP                | Nono ano, Médio e Superior                | Sudeste           | Rio de Janeiro, Rio de Janeiro                                | Primeira Simulação organizada em colégio público estadual no Rio de Janeiro. Prestigiada em 2019 com o Prêmio Paulo Freire de Educação. |  |
| Simulação Interna das Nações Unidas Marista                                                                                             | SINUM                 | Nono ano e Médio                          | Sudeste           | Belo Horizonte, Minas Gerais                                  | Simulação que ocorre internamente no Colégio desde 2013, e que em 2019 realizou sua primeira edição aberta a outras instituições. |  |
| Simulação Cenários- SP | Cenários              | ensino médio e ensino superior            | Sudeste           | São Paulo, São Paulo                                          | Simulação realizada pelo curso de Relações Internacionais da PUC-SP |  |
| Modelo das Nações Unidas do Colégio Militar de Salvador                                                                                 | MUNdoCMS              | Ensino fundamental e médio                | Nordeste          | Salvador, Bahia                                               | Primeira simulação da Bahia |  |
| Mini SoteroMUN | MiniMUN               | Ensino fundamental e médio                | Nordeste          | Salvador, Bahia                                               | Primeira simulação de Salvador tendo público-alvo alunos do Ensino Fundamental |  |
| Social Model United Nations | SocialMUN             | Ensino fundamental, médio e superior      | Nordeste          | São Luis, Maranhão (on-line)                                  | Uma simulação online da ONU que visa mudar os seus conceitos de diplomacia. Foi criada em 2021 e tem como sua maior fonte de comunicação o Instagram, no qual está registrada como @socialmun. |  |
| Simulação Carmel Academy | CarmelMun             | Ensino fundamental, médio e superior      | Nordeste          | Barra de Santa Rosa, Paraíba                                  | O projeto Carmel (fundado em 2021) não é focado somente em simulações seu objetivo é abrir portas para oportunidades acadêmicas, desta forma fazendo simulações criativas com temas diferentes e dinâmicas também, para que seu publico possa aprimorar pontos importantes como oratória e diplomacia. O projeto produz diferentes tipos de eventos e simulações estão inclusas, o Instagram onde se encontra mais informações do projeto é @carmel_academy. |  |
| SINUCA - Simulado Interdisciplinar das Nações Unidas do IFC - Campus Araquari                                                           | IFC                   | Ensino médio técnico                      | Sul               | Araquari, Santa Catarina                                      | Atividade Integradora prevista nos PPCs dos cursos técnicos, começou em 2018 com o objetivo de trabalhar de forma lúdica e interdisciplinar conteúdos referentes à geopolítica mundial. São escolhidos temas centrais de discussão e possuem diversas atividades que envolvem Geografia e outras áreas do conhecimento. Além do debate, outras situações como propostas de intervenção e análise de discurso também são usadas no simulado. Há a interação nas redes sociais com a #ONUIFC com o intuito de proporcionar um ambiente mais próximo da realidade. |  |
| Simulação das Nações Unidas Online - Rotaract Mauá                                                                                      | SIMULAON              | Ensino Médio e Superior                   | Sudeste           | São Paulo - SP                                                | Simulação realizada pelo Rotaract, programa parceiro dos Rotary Club's, que tem cadeira definitiva na ONU. Simulação híbrida, que pode ser realizada presencialmente ou virtualmente. |  |
| Simulação de Comitês Econômicos, Sociais e das Nações Unidas                                                                            | CESONU                | A partir do nono ano ao Ensino Superior   | Nordeste          | São Luís, Maranhão                                            | Primeira simulação independente de São Luís. É organizada por um grupo de estudantes de diversas escolas e visa democratizar o acesso ao hobby. A edição de estreia foi em 2023! |  |
| Atheneu ONU | Atheneu ONU           | Ensino Médio                              | Nordeste          | Aracaju/Sergipe                                               | Modelo de simulação ONU do Colégio Estadual Atheneu Sergipense, criado em 2019, desenvolvido e organizado por estudantes do Centro de Excelência Atheneu Sergipense. Escola pública, da educação básica, de ensino médio em tempo integral com a maior simulação da ONU no nordeste. Desenvolve simulações ONU como ação pedagógica. Da simulação Atheneu ONU se desenvolvem mais quatro práticas educativas LEAD ONU, ONU Mulheres, POP ONU e o Observatório de Fake News. Redes Sociais: @atheneuonu e @maisatheneu. Tornou-se intercolegial no ano de 2023.  |  |
| Modelo Diplomático Agostiniano | MDA                   | Nono ano, Médio e Superior                | Sudeste           | Rio de Janeiro, Rio de Janeiro                                | Modelo diplomático do Colégio Santo Agostinho, unidade Leblon. |  |
| Modelo Interno do Colégio Santo Agostinho                                                                                               | MICSA                 | Nono ano, Médio e Superior                | Sudeste           | Rio de Janeiro, Rio de Janeiro                                | Ocorre anualmente no Colégio Santo Agostinho, unidade Novo Leblon (Barra). Apesar do nome, aceita estudantes de outras instituições. |  |
| Simulações Marcelinas | SIMAR                 | Nono ano, Médio e Superior                | Sudeste           | Rio de Janeiro, Rio de Janeiro                                | Ocorre anualmente no Colégio Santa Marcelina. |  |
| Modelo Eleva | MODEL                 | Nono ano, Médio e Superior                | Sudeste           | Rio de Janeiro, Rio de Janeiro                                | Ocorre anualmente na Escola Eleva, unidade Urca. |  |
| Simulação Geopolítica do Ifes | SiGI                  | Ensino Médio                              | Sudeste           | Vitória, Espírito Santo                                       | Ocorre anualmente no Intituto Federal do Espírito Santo do Campus Vitória. |  |
| Simulações em Relações Internacionais                                                                                                   | SimulaRI              | Ensino superior                           | Norte             | Porto Nacional, Tocantins                                     | Ocorre anualmente na Universidade Federal do Tocantins como Projeto de Inovação Pedagógica (PIP) que interliga ensino, pesquisa e extensão no curso de Relações Internacionais da Universidade Federal do Tocantins (UFT) |  |
| Mini Simulações em Relações Internacionais                                                                                              | Mini SimulaRI         | Ensino médio e fundamental                | Norte             | Porto Nacional e Palmas, Tocantins                            | Ocorre na Universidade Federal do Tocantins e escolas de ensino fundamental e médio como projeto de extensão em parceria com escolas interessadas e interligado com o Projeto de Inovação Pedagógica (PIP), de Relações Internacionais, da UFT. |  |

### Simulações internas
| Nome                                                                                  | Abreviação                  | Nível                         | Região       | Cidade                         | Observações |  |
| ------------------------------------------------------------------------------------- | --------------------------- | ----------------------------- | ------------ | ------------------------------ | --- |  |
| Integral Model United Nations                                                         | Integral MUN                | Fundamental, Médio e Superior | Nordeste     | Salvador, Bahia                | Modelo de simulação da ONU desenvolvido pelo Colégio Integral desde 2015. A mais renomada simulação do Norte-Nordeste. Delegação premiada 5 vezes consecutivas na Harvard MUN. Informações do evento são disponibilizadas no instagram (@integralmun) e no site integralmun.com. |  |
| Simulação da ONU do Colégio Sigma                                                     | Sigma-Múndi                 | Fundamental / Médio           | Centro-Oeste | Brasília, Distrito Federal     | Maior modelo de simulação escolar do Brasil com comitês ONU, Jurídico, Legislativo, Histórico e Imprensa. É organizado pelo Colégio Sigma desde 2001 e reúne cerca de 500 alunos todos os anos.                                                                                  |  |
| Simulação das Nações Unidas do Centro Universitário Moura Lacerda                     | Simulação das Nações Unidas | Superior                      | Sudeste      | Ribeirão Preto, São Paulo      | |  |
| PoliONU                                                                               | PoliONU                     | Médio                         | Sudeste      | São José dos Campos, São Paulo | |  |
| Band Fórum                                                                            | Band Fórum                  | Médio                         | Sudeste      | São Paulo, São Paulo           | Modelo promovido anualmente no Colégio Bandeirantes desde 2011. É organizado por alunos de ensino médio da própria escola, com participação gratuita e aberta a outros colégios.                                                                                                 |  |
| Simulação das Nações Unidas do Centro de Estudos e Simulações da UCG                  | SiNUCES                     | Superior                      | Centro-Oeste | Goiânia, Goiás                 | |  |
| Simulação da Organização das Nações Unidas do Colégio São José                        | SJONU                       | Médio                         | Sudeste      | Santos, São Paulo              | Primeiro modelo de uma simulação da ONU na Baixada Santista |  |
| Programa Chanceler - SRI (Simulação de Relações Internacionais)                       | PROGRAMA CHANCELER          | Médio                         | Norte        | Manaus, Amazonas               | Primeiro Modelo Interno Estudantil de Simulação de Relações Internacionais para o Ensino Médio do Estado do Amazonas |  |
| Derville Allegretti Model United Nations                                              | DAMUN                       | Médio                         | Sudeste      | São Paulo, São Paulo           | |  |
| Simulação das Nações Unidas do Colégio Anchieta                                       | SiNUCA                      | Fundamental e Médio           | Sudeste      | Nova Friburgo, Rio de Janeiro  | |  |
| Simulação das Nações Unidas do Colégio Salesiano São Gonçalo                          | SIMULAONU                   | Fundamental e Médio           | Centro-Oeste | Cuiabá, Mato Grosso            | Primeira simulação da ONU do Estado de Mato Grosso. |  |
| Modelo Interno de Simulação do Gracinha                                               | MISG-ONU                    | Médio                         | Sudeste      | São Paulo, São Paulo           | |  |
| Simulação organizada pelo CACEN (Conselho de Alunos do Centro Educacional de Niterói) | SIMULACEN                   | Fundamental e Médio           | Sudeste      | Niterói, Rio de Janeiro        | |  |
| Modelo das Nações Unidas da Universidade Ibero-Americana                              | MUNIBERO                    | Superior                      | Sudeste      | São Paulo, São Paulo           | |  |
| Modelo de simulação das Nações Unidas do Instituto Federal do Norte de Minas Gerais   | IFMundo                     | Médio                         | Sudeste      | Minas Gerais                   | |  |
| Simulação Interna Agostiniana                                                         | SIA                         | Fundamental e Médio           | Sudeste      | Belo Horizonte, Minas Gerais   | |  |
| Simulação da Organização das Nações Unidas do Colégio e Vestibular de A a Z           | SIMUL_A_Z                   | Médio                         | Sudeste      | Rio de Janeiro, Rio de Janeiro | |  |
| Simulação Luiz Queiroz                                                                | SILQ                        | Médio                         | Sudeste      | Piracicaba, São Paulo          | |  |
| Simulações Anglo                                                                      | SiAn                        | Médio                         | Sudeste      | São José dos Campos, São Paulo | |  |
| Jogo Cenecista das Nações Unidas                                                      | Jogo                        | Médio                         | Sudeste      | Pouso Alegre, Minas Gerais     | |  |
| Núcleo de Simulações de Organismos Multilaterais                                      | NUSOM                       | Superior                      | Sudeste      | Rio de Janeiro, Rio de Janeiro | |  |
| ONU Colegial                                                                          | ONU Colegial                | Fundamental e Médio           | Sudeste      | Rio de Janeiro, Rio de Janeiro | Modelo interno do Colégio Santo Inácio - Botafogo. O projeto realizou sua primeira simulação em 2006. |  |
| Simulação Interna do Colégio Diocesano nos moldes da ONU                              | DiONU                       | Fundamental e Médio           | Nordeste     | Teresina, Piauí                | |  |
| Modelo Interno de Diplomacia do Colégio Pedro II                                      | MID CPII                    | Médio e Superior              | Sudeste      | Rio de Janeiro, Rio de Janeiro | Modelo interno do Colégio Pedro II, ocorrendo tradicionalmente na unidade do Bairro de São Cristóvão, por um preço inclusivo. |  |
| SONU MOTIVA                                                                           | SONU MOTIVA                 | Médio                         | Nordeste     | Campina Grande, Paraiba        | Modelo de simulação ONU interno do Colégio Motiva, escola particular. Criado em 2022. |  |
| IF MUNDO Teófilo Otoni                                                                | IF MUNDO                    | Médio                         | Sudeste      | Teófilo Otoni, Minas Gerais    | Modelo das Nações Unidas do Instituto Federal do Norte de Minas Gerais - Campus Teófilo Otoni. |  |
| Simulação Internacional Marista                                                       | SIM                         | Médio                         | Sudeste      | Vila Velha, Espírito Santo     | Modelo interno de simulação da ONU do Colégio Marista Nossa Senhora da Penha. |  |
| Colégio Da Policia Militar United Nations                                             | CPMUN                       | Fundamental e Médio           | Sul          | Curitiba, Paraná               | Modelo interno de simulação do Colégio da Policia Militar Do Paraná |  |
| Bahia Model of United Nations                                                         | BaMUN                       | Fundamental e Médio           | Nordeste     | Salvador, Bahia                | Maior simulação da ONU de escolas públicas do Brasil, reunindo estudantes de escolas estaduais da Bahia. Focada em temas globais e regionais, organizada por alunos.} |  |